# Oswaldo Gogliano
Oswaldo Gogliano (São Paulo, 6 de juny de 1910 - Rio de Janeiro, 24 de juny de 1962) fou un compositor i director d'orquestra brasiler.

## Biografia
Oswaldo Gogliano més conegut com a Vadico, fou un compositor molt estimat. Vadico va col·laborar molt sovint amb el sambista carioca, Noel Rosa. Visqué durant 15 anys als Estats Units, on aconseguí la ciutadania estatudinenca i estudià amb el mestre Mario Castelnuovo-Tedesco.
Començà estudiar música als 16 anys, després tocà el piano professionalment, època en què guanyà un concurs anomenat Això mateix és el que vull. El 1929, Arranjei Outra fou gravada per Francisco Alves i Deixei de Ser Otario fou inclosa en la banda sonora del film Acabaram-se os Otários.
Vadico va conèixer en Noel Rosa el 1932, en els estudis de gravació Odeon, i immediatament posà lletra a "Feitio de Oração", seguida de col·laboracions notables com "Feitiço da Vila", "Pra que Mentir", "Conversa de Botequim", "Cem Mil Réis", "Provei", "Tarzã, o Filho do Alfaiate", "Mais um Samba Popular", "Quantos Beijos" e "Só Pode Ser Você".
Amb Marino Pinto, Vadico va compondre èxits com "Prece" i "Súplica". També col·laborà amb Vinicius de Moraes a "Sempre a Esperar".
El 1939 anà als Estats Units a presentar-se amb l'orquestra de Romeu Silva en l'Exposició Internacional Mundial de Nova York. L'any següent, tornà a establir-se a Nord-amèrica a l'Estat de Califòrnia on i romandre durant vuit anys. Allà i enregistrà la música del film "Uma Noite no Rio", amb la famosa artista luso-brasilera Carmen Miranda, a partir d'aquí, actua com a pianista de la cantant en el «Bando da Lua».
A petició d'Universal Pictures, compongué "Ioiô" que acabà sent un tema per un altre film. Convidat per Walt Disney posà música 1943 per dibuixos animats "Saludos, Amigos", que representava el lloro] carioca com a símbol de Brasil.
El 1949 corregué Europa i Amèrica dirigint l'orquestra de la Companyia de Balls de Katherine Dunham. A Broadway també va dirigir aquest conjunt amb molt d'èxit.
Tornà al Brasil el 1956, i començà a treballar com a director musical de «TV Rio». El 1962 quan s'estava preparant per un assaig amb l'orquestra de l'Estudi Columbia, sofrí un atac de cor i morí sobtadament.